# William Forbes Skene
William Forbes Skene (7 de juny de 1809 - 29 d'agost de 1892) va ser un advocat, historiador i antiquari escocès, co-fundador de la firma legal Skene Edwards, la qual va tenir un paper destacat des de començament del segle XX fins a l'any 2008, quan es va fusionar amb Morton Fraser.
Skene va publicar diverses edicions de la Chronica gentis Scotorum de Joan de Fordun (Edimburg, 1871-1872). Altres treballs destacats són The Four Ancient Books of Wales (Edimburg, 1868), Chronicles of the Picts and Scots (Edimburg, 1867), Vita S. Columbae d'Adamnà (Edimburg, 1874), Essay on the Coronation Stone of Scone (Edimburg, 1869), Celtic Scotland (1880) i Memorials of the Family of Skene (Aberdeen, 1887). El filòleg escocès Alexander Macbain va ser un dels seus detractors.